# Kies (cráter)

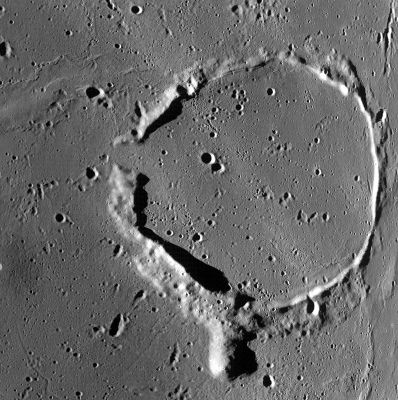
Fotografía de la misión Lunar Reconnaissance Orbiter

Kies es el remanente de un cráter de impacto lunar que ha sido inundado por lava basáltica, dejando solo un remanente del borde exterior. Se encuentra en el Mare Nubium, prácticamente al sur del cráter Bullialdus. Al noroeste de Kies aparece König, y al sursudoeste se encuentra una estructura de domo designada Kies Pi (π). Tiene un pequeño cráter en la parte superior, y es muy probablemente de origen volcánico .
|  |

El borde de Kies tiene numerosas lagunas, y forma una serie de crestas en forma de anillo. Las estructuras del borde más intactas se encuentran en las secciones sur y noreste de la pared. Una prolongación de baja altura se fija al extremo meridional del borde, formando un promontorio orientado hacia el sur.

## Cráteres satélite
Por convención estos elementos son identificados en los mapas lunares poniendo la letra en el lado del punto medio del cráter que está más cercano a Kies.
|      | \| Kies \| Coordenadas \| Diámetro \| \| ---- \| ------------------------------ \| -------- \| \| A \| 28°18′S 22°42′O / -28.3, -22.7 \| 16 km \| \| B \| 28°42′S 21°54′O / -28.7, -21.9 \| 9 km \| \| C \| 26°00′S 26°06′O / -26.0, -26.1 \| 5 km \| \| D \| 24°54′S 18°30′O / -24.9, -18.5 \| 6 km \| \| E \| 28°42′S 22°42′O / -28.7, -22.7 \| 6 km \| |          |
| Kies | Coordenadas | Diámetro |
| A    | 28°18′S 22°42′O / -28.3, -22.7 | 16 km    |
| B    | 28°42′S 21°54′O / -28.7, -21.9 | 9 km     |
| C    | 26°00′S 26°06′O / -26.0, -26.1 | 5 km     |
| D    | 24°54′S 18°30′O / -24.9, -18.5 | 6 km     |
| E    | 28°42′S 22°42′O / -28.7, -22.7 | 6 km     |